# Salvador Rivas Martínez
Salvador Rivas Martínez (Madrid, 16 de julio de 1935-Rivas-Vaciamadrid, 27 de agosto de 2020) biólogo, farmacéutico, botánico, pteridólogo, micólogo, profesor, montañero y alpinista español. Miembro de la Real Academia de Ciencias Exactas, Físicas y Naturales. Su padre, Salvador Rivas Goday, fue también botánico y médico.

## Biografía
Doctorado en farmacia en 1961, licenciado en ciencias biológicas en 1967. Fue catedrático de botánica 1.ª y 2.ª por oposición de la Facultad de Farmacia de la Universidad de Barcelona. Además fue presidente de la Comisión de Ecología y Conservación de la Naturaleza y director del Real Jardín Botánico de Madrid. Salvador Rivas ha sido vicerrector de investigación de la Universidad Complutense de Madrid.
Fue catedrático y director del Departamento de Biología Vegetal II de la Universidad Complutense de Madrid, situado en la Facultad de Farmacia. Fue miembro de la Comisión de Expertos europeos del Consejo de Europa sobre cartografía de la vegetación, flora endémica, brezales y ecosistemas costeros, también presidió la Sociedad Española de Ecología y Biogeografía, además de integrar la Comisión de Expertos europeos del Consejo de Europa sobre conservación de los recursos biológicos, Director del proyecto de estudios de los ecosistemas de la Puna Andina, y vicepresidente de la Asociación Internacional de Fitosociología.
Montañero desde los 12 años, practicó esta actividad durante toda su vida. En la década de 1960 fue miembro de las primeras expediciones españolas a los grandes macizos del planeta, como los Andes peruanos en 1961, alcanzado el Huascarán (lugar donde falleció uno de sus compañeros, Pedro Acuña), y escalando más de 20 cumbres vírgenes. Formó parte de la expedición castellana al Cáucaso de 1968 con alpinistas como César Pérez de Tudela y Carlos Soria Fontán, coronando la arista norte del Uschba. En 1970 consiguió, junto con Carlos Soria Fontán, Antonio Muñoz Repiso y otros compañeros, la cima del McKinley en Alaska. En 1973 y 1975 uno de los componentes de las expediciones que lograron el primer ocho mil para España, el Manaslu. Estuvieron en la cima Gerardo Blázquez, Jerónimo López y el sherpa Sonang. Salvador superó la cota de 8.000 metros.
Fue premio nacional de la Sociedad Geográfica Española (2013).

## Algunas publicaciones y colaboraciones de trabajos de investigación
- “Aportaciones a la fitosociología hispánica” (1955)
- “Die Pflanzen-gesellschaften des Ausendeichslandes von Neuwer” (1957)
- “Acerca de la Ammophiletea del Este y Sur de España” (1958)
- "Estudio agrobiológico de la provincia de Sevilla, memoria y mapa de vegetación” (1962)
- “El dinamismo de los majadales silíceos extremeños” (1963)
- “Une espèce nouvelle d’Asplenium d’Espagne” (1967)
- “Notas sobre el género Marsilea en España” (1969)
- “Notas sobre la flora de la Cordillera Central” (1971)
- “La vegetación de la clase Quercetea ilicis en España y Portugal” (1974)
- “De plantis hispaniae, notulae, systematicae, chorologicae et ecologicae” (1976)
- “Observaciones syntaxonomiques sur quelques vegetations du Valais Suisse, Documents phytosociologiques” (1978)
- “Sobre la vegetación de la Serra da Estrela (Portugal)” (1981)
- “La erosión de los suelos de Andalucía: la cobertura vegetal y su importancia en los fenómenos erosivos” (1982)
- “Memoria del mapa de series de vegetación de España 1: 400.000”. 268 pp. ICONA. Ministerio de Agricultura, Pesca y Alimentación, Madrid. ISBN 84-85496-25-6 (1987)
- El proyecto de cartografía e inventariación de los tipos de hábitats de la Directiva 92/43/CEE en España (1993).
- “Sintaxonomical checklist of vascular plant communities of Spain and Portugal to association level”. Itinera Geobotanica 14: 5-341 (2001). Con Federico Fernández González, Javier Loidi Arregui, Mário Fernandes Lousã, Ángel Penas Merino.
- “Vascular plant communities of Spain and Portugal: addenda to the syntaxonomical checklist of 2001. Part 1”. Itinera Geobotanica 15(1): 5-432 (2002). Con Tomás Emilio Díaz González, Federico Fernández González, Jesús Izco Sevillano, Javier Loidi Arregui, Mário Fernandes Lousã, Ángel Penas Merino.
- “Vascular plant communities of Spain and Portugal: addenda to the syntaxonomical checklist of 2001. Part 2”. Itinera Geobotanica 15(2): 433-922 (2002). Con Tomás Emilio Díaz González, Federico Fernández González, Jesús Izco Sevillano, Javier Loidi Arregui, Mário Fernandes Lousã, Ángel Penas Merino.
- “Mapa de series, geoseries y geopermaseries de vegetación de España: Memoria del mapa de vegetación potencial de España. Parte I”. Itinera Geobotanica 17: 5-436 (2007).
- “Mapa de series, geoseries y geopermaseries de vegetación de España: Memoria del mapa de vegetación potencial de España. Parte II (1)”. Itinera Geobotanica 18(1): 5-424 (2011).
- “Mapa de series, geoseries y geopermaseries de vegetación de España: Memoria del mapa de vegetación potencial de España. Parte II (2)”. Itinera Geobotanica 18(2): 425-800 (2011).
- “Worldwide bioclimatic classification system”. Global Geobotany 1: 1-638 (2011). Con Salvador Rivas Sáenz y Ángel Penas Merino.

## Honores

### Epónimos
Género
- (Apiaceae) Rivasmartinezia Fern.Prieto & Cires[2]
- (Apiaceae) Rivasmartinezia vazquezii Fern.Prieto & Cires[3]

Especies
- (Amaryllidaceae) Narcissus rivasmartinezii Fern.Casas[4]
- (Fagaceae) Quercus rivasmartinezii (Capelo & J.C.Costa) Capelo & J.C.Costa[5]
- (Plumbaginaceae) Armeria rivasmartinezii Sard.Rosc. & Nieto Fel.[6]

Subspecies
- (Adiantaceae) Cosentinia vellea Tod. nothosubsp. rivas-martinezii Amp.Castillo & Salvo[7]
- (Amaryllidaceae) Narcissus fernandesii Pedro var. rivas-martinezii (Fern.Casas) Fern.Casas[8]
- (Fagaceae) Quercus coccifera L. subsp. rivasmartinezii Capelo & J.C.Costa[9]
- (Poaceae) Festuca longifolia Hegetschw. subsp. rivas-martinezii (Fuente García & Ortúñez) Cebolla, López Rodr. & Rivas Ponce[10]

## Abreviatura
- La abreviatura «Rivas Mart.» se emplea para indicar a Salvador Rivas Martínez como autoridad en la descripción y clasificación científica de los vegetales.[11]